# إدمنتون اسكيموس
إدمنتون اسكيموس (بالإنجليزية: Edmonton Eskimos) هو نادي كرة القدم الكندية، وكرة القدم الأمريكية كندي تأسس في 1949 ، يقع مقره الرئيسي في إدمونتون، ويلعب في الدوري الكندي لكرة القدم.

## وصلات خارجية
- الموقع الرسمي